# Heřmanov (Děčíni járás)
Heřmanov település Csehországban, Děčíni járásban. Heřmanov Těchlovice, Malá Veleň, Františkov nad Ploučnicí, Benešov nad Ploučnicí, Děčín, Valkeřice és Verneřice településekkel határos. Lakosainak száma 475 fő (2024. január 1.).

## Népesség
A település lakosságának változását az alábbi diagram mutatja:
| Lakosok száma | 2095 | 2031 | 1865 | 691  | 543  | 497  | 502  | 500  | 463  | 475  |
|               | 1869 | 1900 | 1921 | 1961 | 1980 | 2011 | 2016 | 2019 | 2021 | 2024 |